# Copándaro, Jiménez
Copándaro är en ort i Mexiko.   Den ligger i kommunen Jiménez och delstaten Michoacán de Ocampo, i den centrala delen av landet, 270 km väster om huvudstaden Mexico City. Copándaro ligger 1 991 meter över havet och antalet invånare är 1 479.
Terrängen runt Copándaro är varierad. Runt Copándaro är det ganska tätbefolkat, med 67 invånare per kvadratkilometer. Närmaste större samhälle är Zacapú, 16,8 km sydväst om Copándaro. I omgivningarna runt Copándaro växer huvudsakligen savannskog.